# Henry M. Teller
Henry Moore Teller, född 23 maj 1830 i Allegany County, New York, död 23 februari 1914 i Denver, Colorado, var en amerikansk politiker. Han representerade delstaten Colorado i USA:s senat 1876-1882 och 1885-1909. Han tjänstgjorde som USA:s inrikesminister 1882-1885. Som inrikesminister strävade han till att förbjuda indianerna från att utöva indianreligioner.
Teller studerade juridik och inledde sin karriär som advokat i Binghamton. Han flyttade 1858 till Illinois och 1861 till Coloradoterritoriet. Han gick med i republikanerna.
Colorado blev 1876 USA:s 38:e delstat. Teller och Jerome B. Chaffee valdes till de två första senatorerna för Colorado. Teller avgick 1882 för att tillträda som USA:s inrikesminister. I USA:s regering förordade Teller skarpa gränser för indianernas utövande av religion. Han tog 1883 initiativ till lagstiftingen som kallades Indian Religious Crimes Code. Indianer som utövade sina gamla religioner hotades därefter med fängelsestraff. Han efterträddes 1885 som minister av Lucius Quintus Cincinnatus Lamar. Teller efterträdde sedan Nathaniel P. Hill i senaten.
Senator Teller bytte 1897 parti från republikanerna till Silver Republican Party. Han bytte 1901 parti på nytt, den gången till demokraterna. Teller efterträddes 1909 som senator av Charles J. Hughes.
Teller avled 1914 och han gravsattes på Fairmount Cemetery i Denver. Teller County har fått sitt namn efter Henry M. Teller.